# Из истории мирового искусства
«Из истории мирового искусства» — серия книг по различным направлениям искусства (от древнего до современного) альбомного формата, с большим количеством иллюстраций. Выходила в издательстве «Искусство» (Москва) в 1968—1989 годах. Несколько книг было выпущено Ленинградским отделением издательства. Последнее издание в этой серии вышло в 1999 (через 10 лет после прекращения регулярных публикаций).
Формат книги: 60x90/8 (~220х290 мм); переплёт, суперобложка.

## Книги серии

### 1967
- Павлов В. В. Египетский портрет I—IV веков. — М.: Искусство, 1967. — 256 с. — (Из истории мирового искусства). — 10 000 экз.

### 1968
- Золотов Ю. К. Французский портрет XVIII века. — М.: Искусство, 1968. — 276 с. — (Из истории мирового искусства). — 20 000 экз.

### 1969
- Бритова Н. Н. Греческая терракота / Н. Н. Бритова (†). — М.: Искусство, 1969. — 180, [4] с. — (Из истории мирового искусства). — 10 000 экз.

### 1970
- Данилова И. Е. Итальянская монументальная живопись: Раннее Возрождение. — М.: Искусство, 1970. — 257, [232] с. — (Из истории мирового искусства). — 25 000 экз.

### 1971
- Сидорова В. С. Скульптура Древней Индии. — М.: Искусство, 1971. — 88, [64] с. — (Из истории мирового искусства). — … экз.

### 1972
- Гершензон-Чегодаева Н. М. Нидерландский портрет XV века: Его истоки и судьбы. — М.: Искусство, 1972. — 200, [142] с. — (Из истории мирового искусства). — 25 000 экз.

- Калитина Н. Н. Французская пейзажная живопись, 1870—1970. — Л.: Искусство, Ленингр. отд-ние, 1972. — 262 с. — (Из истории мирового искусства). — 30 000 экз.

- Кириченко Е. И. Три века искусства Латинской Америки: Конец XV — первая четверть XIX века. — М.: Искусство, 1972. — 144, [162] с. — (Из истории мирового искусства). — 10 000 экз.

- Либман М. Я. Дюрер и его эпоха: Живопись и графика Германии конца XV и первой половины XVI века: (К 500-летию со дня рождения А. Дюрера, 1471—1971). — М.: Искусство, 1972. — 240, [194] с. — (Из истории мирового искусства). — … экз.

- Николаева Н. С. Декоративное искусство Японии. — М.: Искусство, 1972. — 200 с. — (Из истории мирового искусства). — 10 000 экз.

- Сидорова Н. А. Искусство эгейского мира. — М.: Искусство, 1972. — 228 с. — (Из истории мирового искусства). — 25 000 экз.

### 1973
- Лазарев В. Н. Древнерусские мозаики и фрески. — М.: Искусство, 1973. — 512 с. — (Из истории мирового искусства). — 20 000 экз.

- Лясковская О. А. Французская готика XII—XIV веков: Архитектура, скульптура, витраж. — М.: Искусство, 1973. — 144, [160] с. — (Из истории мирового искусства). — 20 000 экз.

### 1974
- Веймарн Б. В. Искусство арабских стран и Ирана VII—XVII веков. — М.: Искусство, 1974. — 188, [176] с. — (Из истории мирового искусства). — 10 000 экз.

### 1975
- Егорова К. С. Портрет в творчестве Рембрандта / Гос. музей изобр. искусств им. А. С. Пушкина. — М.: Искусство, 1975. — 234 с. — (Из истории мирового искусства). — … экз.

- Некрасова Е. А. Романтизм в английском искусстве: Очерки. — М.: Искусство, 1975. — 256 с. — (Из истории мирового искусства). — 10 000 экз.

### 1976
- Ильин М. А. Искусство Московской Руси эпохи Феофана Грека и Андрея Рублёва: Проблемы, гипотезы, исследования. — М.: Искусство, 1976. — 176, [92] с. — (Из истории мирового искусства). — 25 000 экз.

### 1977
- Герман М. Г. Уильям Хогарт и его время. — Л.: Искусство, Ленингр. отд-ние, 1977. — 226 с. — (Из истории мирового искусства). — 25 000 экз.

### 1978
- Знамеровская Т. П. Неаполитанская живопись первой половины XVII века. — М.: Искусство, 1978. — 250 с. — (Из истории мирового искусства). — 10 000 экз.

- Мальцева Н. Л. Французский карандашный портрет XVI века. — М.: Искусство, 1978. — 240 с. — (Из истории мирового искусства). — 25 000 экз.

- Смирнова И. А. Художники венецианской Террафермы первой половины XVI века. — М.: Искусство, 1978. — 128, [156] с. — (Из истории мирового искусства). — 10 000 экз.

### 1979
- Измайлова Т. А. Армянская миниатюра XI века. — М.: Искусство, 1979. — 240, [2] с. — (Из истории мирового искусства). — … экз.

- Пугаченкова Г. А. Искусство Бактрии эпохи Кушан. — М.: Искусство, 1979. — 248, [4] с. — (Из истории мирового искусства). — 10 000 экз.

### 1980
- Либман М. Я. Немецкая скульптура, 1350—1550. — М.: Искусство, 1980. — 408 с. — (Из истории мирового искусства). — 25 000 экз.

### 1981
- Белецкий П. А. Украинская портретная живопись XVII—XVIII вв. — Л.: Искусство, Ленингр. отд-ние, 1981. — 256 с. — (Из истории мирового искусства). — 25 000 экз.

### 1982
- Пугаченкова Г. А. Искусство Гандхары. — М.: Искусство, 1982. — 200 с. — (Из истории мирового искусства). — 25 000 экз.

### 1983
- Соколов Г. И. Римский скульптурный портрет III века и художественная культура того времени. — М.: Искусство, 1983. — 154, [128] с. — (Из истории мирового искусства). — 25 000 экз.

- Ювалова Е. П. Немецкая скульптура, 1200—1270 / ВНИИ искусствознания Министерства культуры СССР. — М.: Искусство, 1983. — 352 с. — (Из истории мирового искусства). — 25 000 экз.

### 1985
- Калитина Н. Н. Французский портрет XIX века. — Л.: Искусство, Ленингр. отд-ние, 1985. — 280 с. — (Из истории мирового искусства). — 50 000 экз.

- Павлов В. В., Ходжаш С. И. Египетская пластика малых форм. — М.: Искусство, 1985. — 120, [120] с. — (Из истории мирового искусства). — 25 000 экз.

### 1986
- Прокофьев В. Н. Гойя в искусстве романтической эпохи. — М.: Искусство, 1986. — 216, [142] с. — (Из истории мирового искусства). — 25 000 экз.

### 1988
- Лосева Н. М., Сидорова Н. А. Искусство Этрурии и Древней Италии: Очерки. — М.: Искусство, 1988. — 304 с. — (Из истории мирового искусства). — 25 000 экз.

### 1989
- Шмидт И. М. Русская скульптура второй половины XIX — начала XX века. — М.: Искусство, 1989. — 304 с. — (Из истории мирового искусства). — 25 000 экз. — ISBN 5-210-00480-5.

### 1994
- Никулина Н. М. Искусство Ионии и Ахеменидского Ирана. — М.: Искусство, 1994. — 144, [256] с. — (Из истории мирового искусства). — 3000 экз. — ISBN 5-210-00251-9.

### 1999
- Свидерская М. И. Искусство Италии XVII века: Основные направления и ведущие мастера / Гос. ин-т искусствознания М-ва культуры Рос. Федерации. — М.: Искусство, 1999. — 178 с. — (Из истории мирового искусства). — … экз. — ISBN 5-210-01396-0.